# Hyperstrotia variata
Hyperstrotia variata là một loài bướm đêm trong họ Noctuidae.